# عارف سامي توكر
عارف سامي طوكر (ولد في 1926 في غاليبولي- وتوفي 27 أبريل 1997 في إسطنبول وهو ملحن تركي .
ولد عارف سامي طوكر في غاليبولي. تلقي و تعلم دروس الموسيقي من الملحن سادات الدين كايناك و حافظ كمال باطانيا. لحن العديد من ألاغاني. توفي في مستشفى باليكلي اليوناني باسطنبول.

## روابط خارجية
- عارف سامي توكر على موقع IMDb (الإنجليزية)
- عارف سامي توكر على موقع ميوزك برينز (الإنجليزية)